# 桶側胴
桶側胴（おけがわどう）は、当世具足の一種。

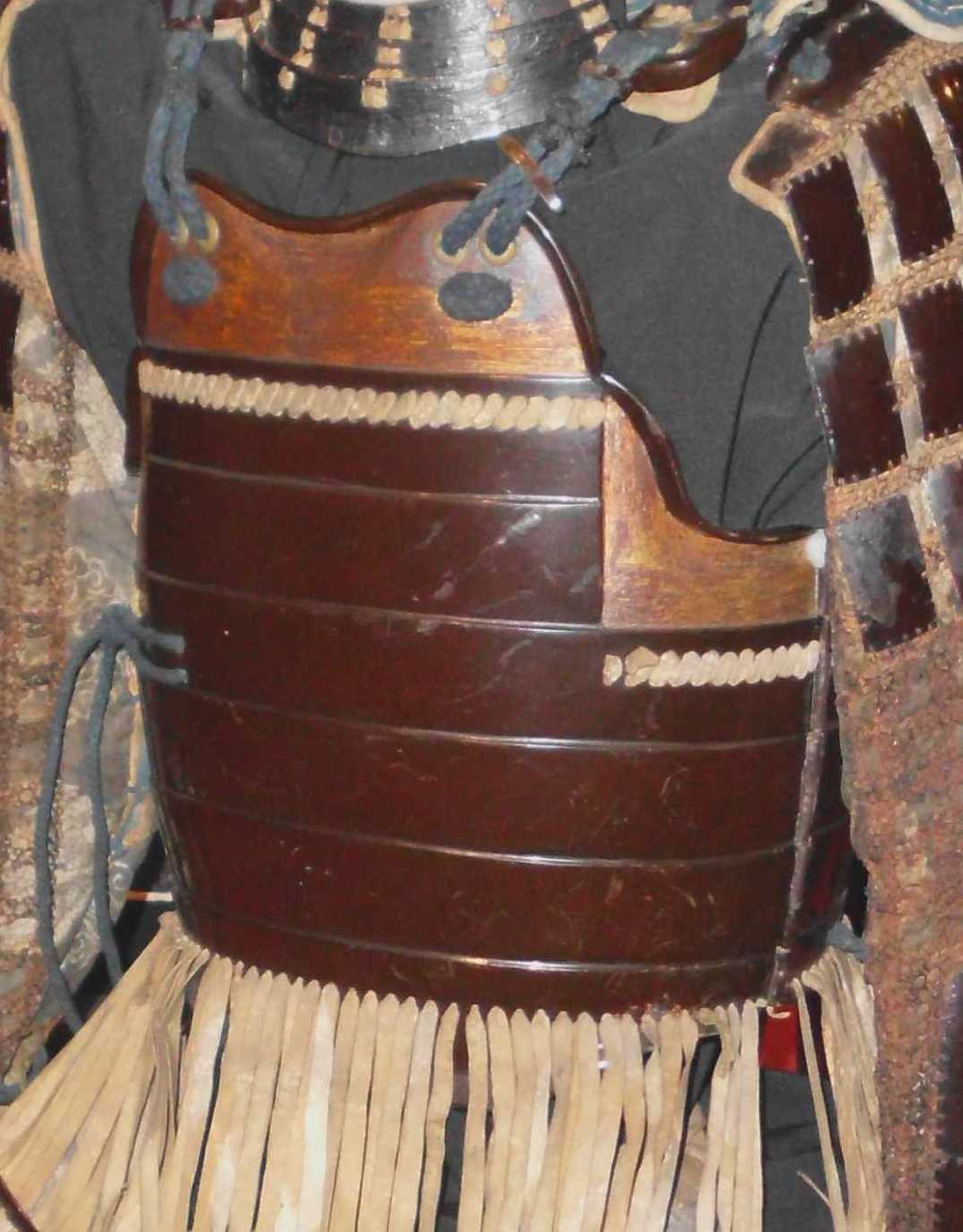
横矧桶側二枚胴

板札（いたざね）とよばれる細長い長方形の鉄板を留め合わせて作る。留める方法によって鋲綴胴・菱綴胴・胸目綴胴などに分けられる。その外観が桶の側面に似ている事から桶側胴の名が付いた。鉄板の繋ぎ目が横方向になっている横矧胴（よこはぎどう）、縦方向になっている縦矧胴（たてはぎどう）に大別される。比較的制作が簡単であり強度も高いことから室町時代後期に大いに普及した。そのバリエーションも多く、戦国期における当世具足の代表的形式といえる。